# Temple Of Shadows
Temple of Shadows es el quinto álbum de estudio de la banda brasileña de power metal, Angra.
El disco está compuesto por 13 canciones que nos relatan la vida del cazador de sombras, un guerrero del siglo XIII que está en contra de las creencias de la Iglesia católica de aquel entonces. El álbum cuenta con las actuaciones de personajes del metal como Sabine Edelsbacher vocalista de Edenbridge, Kai Hansen (guitarrista y vocalista de Helloween y Gamma Ray) y Hansi Kürsch (vocalista de Blind Guardian).

## Lista de canciones
1. Deus Le Volt - 00:52 (Kiko Loureiro)
2. Spread Your Fire - 04:25 (Edu Falaschi/Kiko Loureiro/Rafael Bittencourt)
3. Angels and Demons - 04:10 (Edu Falaschi/Kiko Loureiro/Rafael Bittencourt)
4. Waiting Silence - 04:55 (Kiko Loureiro/Rafael Bittencourt)
5. Wishing Well - 03:59 (Edu Falaschi/Rafael Bittencourt)
6. Temple of Hate - 05:13 (Kiko Loureiro/Rafael Bittencourt)
7. The Shadow Hunter - 08:04 (Kiko Loureiro/Rafael Bittencourt)
8. No Pain for the Dead - 05:05 (Kiko Loureiro/Rafael Bittencourt)
9. Winds of Destination - 06:56 (Kiko Loureiro/Rafael Bittencourt)
10. Sprouts of Time - 05:09 (Kiko Loureiro/Rafael Bittencourt)
11. Morning Star - 07:39 (Kiko Loureiro/Rafael Bittencourt)
12. Late Redemption - 04:55 (Edu Falaschi/Kiko Loureiro/Rafael Bittencourt)
13. Gate XIII 05:03 (Edu Falaschi/Kiko Loureiro/Rafael Bittencourt)

Tiempo total de duración del disco: 01:06:30

## Temática del disco
Los trece temas del álbum relatan una historia ambientada en el siglo XI, escrita por el guitarrista Rafael Bittencourt, acerca de la vida de un caballero cruzado (conocido como el Cazador de Sombras), el cual desafiará los ideales de la Iglesia católica.
- Dues Le Volt

(Instrumental)
- Spread Your Fire

La historia comienza con un Cruzado (luego llamado El Cazador de Sombras) el cual es elegido por Dios para llevar a cabo una tarea, destino que le es comunicado por un rabino judío que conoce durante uno de sus viajes. 
- Angels & Demons

Aceptando su destino, el Cazador de Sombras comienza a esparcir una nueva creencia en contra de las enseñanzas de la Iglesia católica, la cual lo define como un hereje.
- Waiting Silence

El tiempo pasa y el Cazador de Sombras se enamora de una damisela musulmana y tiene dos hijos con ella. Ahora el Cazador tiene dos opciones: llevar una vida normal junto a su nueva familia, u olvidarla y cumplir su destino. A medida que su ansiedad e indecisión crecen, los cruzados de la Iglesia católica planean un ataque a la ciudad en la cual el Cazador vive ahora con su familia.
- Wishing Well

Ignorando completamente la batalla que se avecina, el Cazador de Sombras decide permanecer junto a sus hijos y su esposa y llevar una vida feliz a su lado. Un pensamiento permanece constantemente en la mente del Cazador, como si fuera la voz del rabino, diciéndole: "No importa donde arrojes tus monedas, ya sea en una iglesia o en un pozo, ¡es tu fé! Si existe un dios, él no tiene hogar: ¡está en todas partes!"
- The Temple Of Hate

Jerusalén es tomada por asalto y atacada por un gran ejército de la Iglesia católica, en correspondencia con el hecho real ocurrido en julio de 1099, de manera que la mayoría de sus habitantes son totalmente exterminados. La esposa del Cazador de Sombras y sus dos hijos son asesinados durante este ataque. El Reino de Jerusalén fue fundado sobre los fanáticos, intolerantes e ignorantes ideales del Templo del Odio, en contra de la voluntad de aquellos que vivieron en la Tierra Santa antes de su invasión.
 "La entera población de la Ciudad Santa fue pasada por la espada, judíos y musulmanes, 70.000 hombres, mujeres y niños perecieron en este holocausto que se extendió durante tres días. En algunos lugares, la sangre derramada llegaba hasta los tobillos y los jinetes eran salpicados por ella mientras atravesaban las calles. Llorando, estos devotos conquistadores caminaban descalzos a orar en el Santo Sepulcro, antes de apresurarse, ansiosos, nuevamente hacia la masacre." - Desmond Sweard, Los Monjes de la Guerra.
- The Shadow Hunter

El cazador esta completamente devastado y se refugia en el alcohol y los vicios, entonces se encuentra con una prostituta gitana, pero en vez de darle placer, esta lee su futuro y le dice que tiene que retomar su búsqueda, que tal vez ha sufrido demasiado pero tiene que regresar a su deber y completar su destino. Finalmente el Cazador de Sombras recapacita y decide regresar a su gran búsqueda, ahora más fuerte que nunca.
- No Pain For The Dead

Antes de volver a su búsqueda, el Cazador entierra a su difunta esposa y a sus hijos. Tratando de reponerse de su terrible pérdida, el Cazador encuentra consuelo al entender que ellos ahora están libres de las emociones y del sufrimiento humano. Preguntándose si la búsqueda de su destino ha valido la pena, el Cazador se da cuenta de que la muerte no es el final de todo.
- Wind Of Destination

Transcurrido algún tiempo, el Cazador se une al asalto de la Fortaleza de Xerigordon, protegida por Kilij Arslan. Durante la conquista de Xerigordon, el Cazador es gravemente herido y se ve obligado a huir para escapar de las tropas enemigas. Perdiendo mucha sangre, se desmaya antes de lograr regresar a Constantinopla. Inconsciente, el Cazador tiene una premonición en la que sueña con los Pergaminos Perdidos siendo escondidos por los templarios en las ruinas del Templo de Salomón y en el interior de las cavernas perdidas del Mar Muerto. 
- Sprouts Of Time

El Cazador de Sombras funda una nueva religión, reuniendo a la gente a su alrededor para difundir la verdad revelada por él. Las palabras de paz y amor son sembradas como semillas en el corazón de los sabios, pero caen sin éxito en el suelo rocoso de los corazones de las personas ciegas. El futuro es una consecuencia de lo que hacemos ahora; el presente revela los Brotes del Tiempo a todos. No queda del todo claro si esto realmente sucedió antes de ser herido, o si el Cazador solo está alucinando este evento, como afirma la siguiente canción al indicar que solo está despertando de su inconsciencia.
- Morning Star

El Cazador regresa en sí, y descubre que dos hombres musulmanes lo están cargando en una camilla de madera. Débil y asustado, se siente incapaz de levantarse. Justo sobre su cabeza, mientras el sol se asoma en el horizonte, la estrella de la mañana brilla en el cielo del nuevo día. La estrella de seis puntas representa una cruz y el tridente en una sola. Así, el Cazador entiende la primera señal que le fue dada por el rabino, mientras los lobos aúllan a lo lejos. En ese mismo momento, la primera profecía se cumpla. Más tarde descubrirá que los dos hombres son hermanos. En el interior de la tienda, la hermana de los dos musulmanes, llamada Laura, atenderá a sus heridas. Mientras poco a poco recupera las fuerzas para moverse de nuevo, el Cazador de Sombras espera el amanecer, ya que aparentemente la estrella de la mañana le está dando la oportunidad de decidir si vivirá o morirá.
- Late Redemption

En su lecho de muerte, ya sea inmediatamente después o en algún momento del futuro, el cazador de sombras todavía duda sobre el largo viaje que lo ha traído hasta aquí, permaneciendo acosado por las preguntas: "¿Estaba en lo cierto o me he equivocado?" Recuerdos y pensamientos cruzan su mente. A Medida que la muerte se acerca, el cazador es visitado por los ángeles - ¿o acaso son demonios?, ¿Quién sabe?, ¿Cómo puede el corazón más puro juzgar al mal? - El Ángel de la Muerte extiende sus brazos y le ofrece un confortable silencio eterno. El cazador de sombras entrega su cuerpo y su alma, seguro de su redención tardía.
- Gate XIII

En una orquesta instrumental que combina riffs, progresiones y otros temas musicales de muchas de las otras canciones del álbum, simbolizando que, mientras la vida de un ser se propaga tomando las vidas de otros seres, una vida termina, pero a la vez más vida comienza. La serpiente se come su cola.

## Formación
- Edu Falaschi: Vocalista
- Kiko Loureiro: Guitarra
- Rafael Bittencourt: Guitarra
- Felipe Andreoli: Bajo
- Aquiles Priester: Batería